# Amy Bailey (Schauspielerin)

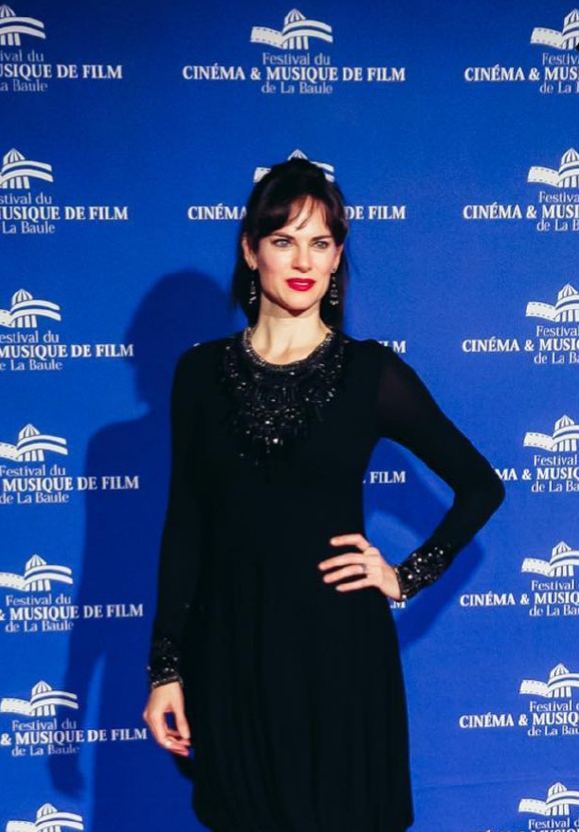
Amy Bailey, 2019

Amy Marina Bailey (* 24. Oktober 1975 in Texas) ist eine US-amerikanische Schauspielerin. Bailey hat seit 2009 an neun Film- und Fernsehproduktionen mitgewirkt. Ihre erste tragende Rolle übernahm sie 2012 in dem Fernsehfilm Boogeyman.

## Filmografie (Auswahl)
- 2012: Boogeyman (Fernsehfilm)
- 2013: Taken: The Search for Sophie Parker (Fernsehfilm)
- 2013: Supercollider
- 2014: Dominion (Fernsehserie, 4 Episoden)
- 2014–2016: Vikings (Fernsehserie, 13 Episoden)
- 2020: The Fosse Forest Ballet (Fernsehfilm)
- 2020: Knuckledust